# Medina arnica
Medina arnica är en tvåvingeart som först beskrevs av Johann Wilhelm Meigen 1838.  Medina arnica ingår i släktet Medina och familjen parasitflugor.
Artens utbredningsområde är Tyskland. Inga underarter finns listade i Catalogue of Life.